# إعلان كارتاخينا بشأن للاجئين
إعلان كارتاخينا بشأن اللاجئين، هو إعلان إقليمي غير ملزم، أي أمريكا اللاتينية، لحماية اللاجئين تم اعتمادها في عام 1984 من قبل مندوبين من 10 دول من أمريكا اللاتينية: بليز وكولومبيا وكوستاريكا والسلفادور وغواتيمالا وهندوراس والمكسيك ونيكاراغوا وبنما وفنزويلا. ومنذ ذلك الحين، تم دمج الإعلان في القوانين الوطنية وممارسات الدولة في 14 دولة.
وجاء هذا الإعلان نتيجة «الندوة حول الحماية الدولية للاجئين والمشردين في أمريكا الوسطى والمكسيك وبنما»، التي عُقدت في كارتاخينا، كولومبيا، في الفترة من 19 إلى 22 تشرين الثاني / نوفمبر 1984. وقد تأثر الإعلان بـ«قانون كونتادورا بشأن السلام والتعاون»، الذي استند في حد ذاته إلى اتفاقية اللاجئين لعام 1951 وبروتوكول عام 1967.
يعيد الإعلان التأكيد على أهمية الحق في اللجوء ومبدأ عدم الإعادة القسرية وأهمية إيجاد حلول دائمة.

## تأثير

### تعريف اللاجئين الموسع
مقارنة باتفاقية عام 1951 وبروتوكول عام 1967، يسمح إعلان كارتاخينا لفئة أوسع من الأشخاص المحتاجين إلى الحماية الدولية بأن يتم اعتبارهم لاجئين. يضيف الإعلان، في الاستنتاج الثالث، خمسة أحداث ظرفية إلى تعريف اتفاقية عام 1951 وبروتوكول عام 1967. تم إجراء إضافات مماثلة في اتفاقية اللاجئين لعام 1969، لكن إعلان كارتاخينا وسعها. اللاجئون هم:
«الأشخاص الذين فروا من بلادهم بسبب تعرض حياتهم أو أمنهم أو حريتهم للتهديد من خلال العنف المعمم، أو العدوان الأجنبي، أو النزاعات الداخلية، أو الانتهاكات الجسيمة لحقوق الإنسان أو غيرها من الظروف التي تخل بالنظام العام بشكل خطير».
يسمح هذا التعريف بنطاق زمني وجغرافي أوسع للمخاطر التي يجد اللاجئون أنفسهم فيها ويغطي بالإضافة إلى ذلك بعض الآثار غير المباشرة مثل الفقر والتدهور الاقتصادي والتضخم والعنف والمرض وانعدام الأمن الغذائي وسوء التغذية والنزوح.

### تحسين التعاون بين البلدان
كان إعلان كارتاخينا بداية منتدى مستمر بين بلدان أمريكا اللاتينية. منذ عام 1984، يجتمع الموقعون على الإعلان مرة أخرى كل 10 سنوات وقد وسعوا نطاقه ليشمل دول الكاريبي. تم إصدار ثلاثة إعلانات لاحقة: إعلان سان خوسيه لعام 1994، وإعلان المكسيك لعام 2004، وإعلان البرازيل 2014 (مع 28 دولة وثلاثة أقاليم في أمريكا اللاتينية ومنطقة البحر الكاريبي). لا توجد قارة أو منطقة أخرى لديها مثل هذا المنتدى.

### أول تطبيق لإعلان كارتاخينا
في 24 يوليو 2019، طبقت البرازيل المعايير في التعريف الموسع للاجئ على النحو المنصوص عليه في إعلان كارتاخينا بشأن اللاجئين لقبول الالتماسات الخاصة بقضايا اللاجئين المقدمة من 174 فنزويليًا. وأشادت المفوضية السامية للأمم المتحدة لشؤون اللاجئين بالبرازيل لهذا التقدم الكبير في حماية الفنزويليين الذين أجبروا على مغادرة بلادهم.
تم اتخاذ القرار بفضل اعتراف اللجنة الوطنية للاجئين (الكوناري). في 14 يونيو / حزيران، أقرت اللجنة بوجود وضع موضوعي لانتهاكات خطيرة وواسعة النطاق لحقوق الإنسان في فنزويلا. يتيح القرار بدء معالجة أكثر من 100,000 طلب لجوء في البرازيل.
اعتبارًا من 6 ديسمبر / كانون الأول 2019، أعطى قرار اللجنة الوطنية البرازيلية للاجئين (الكوناري) يوم الخميس بقبول طالبي اللجوء على أساس الظاهر، إغاثة فورية لحوالي 21,000 فنزويلي، في انتظار معالجة الطلبات.
تواصل الحكومة البرازيلية الاستجابة لشروط إعلان كارتاخينا، لا سيما مع الجهود المبتكرة لإدماج اللاجئين - مثل لجنة رئيس لجنة سيرجيو فييرا دي ميلو "كاتيدرا سيرجيو فييرا دي ميلو" - التي توفر طرقًا مفتوحة وسخية لدعم الإدماج الاجتماعي والاقتصادي للاجئين كجزء من إعلان كارتاخينا.